# J. Horace McFarland

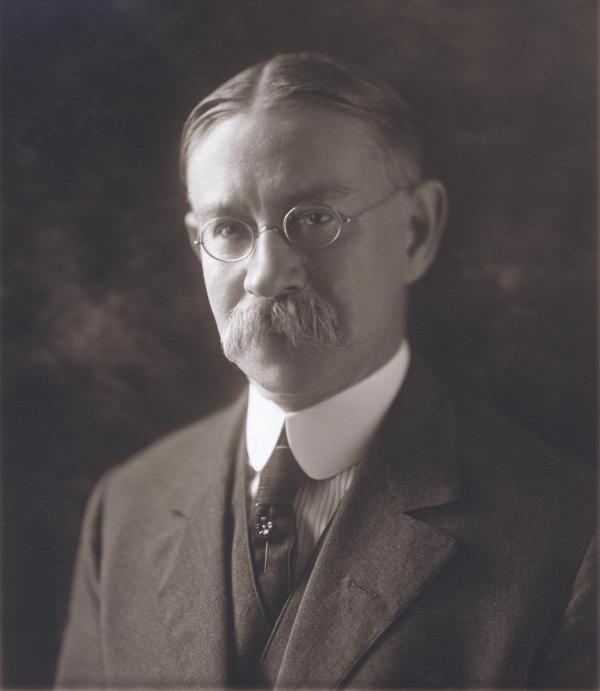
J. Horace McFarland in 1900

J. Horace McFarland (McAlisterville, 29 september 1859 – Harrisburg, 1 oktober 1948) was een Amerikaans publicist, uitgever, bekend tuinier, kenner van rozen en activist.
McFarland vocht als activist voor natuurbescherming en verfraaiing van de Verenigde Staten. Hij was een leider van de City Beautiful-beweging en werkte samen met andere natuurbeschermers om onder andere de Niagara Falls en Yosemite National Park te beschermen. Na de nederlaag voor de opkomende milieubeweging omtrent Hetch Hetchy brak McFarland met Gifford Pinchot, met zijn utilitaire benadering, en streed hij met John Muir voor de oprichting van de National Park Service.
Hij woonde bijna heel z'n leven in Harrisburg (Pennsylvania), waar McFarland een uitgeverij had, Mount Pleasant Press, later J. Horace McFarland Company. De uitgeverij verzorgde de meeste van de Amerikaanse zaad- en plantencatalogi uit de eerste helft van de 20e eeuw. Ze was overigens een van de eerste die kleurenprints gebruikte in commercieel drukwerk.
McFarland schreef zelf meer dan 200 artikels in tijdschriften en een tiental boeken over rozen en tuinieren. Het Smithsonian beschikt over een verzameling van meer dan 3000 zwart-witfoto's van McFarland, bewaard voor hun plantkundige en tuinbouwkundige belang.
- International Standard Name Identifier: 0000 0000 8417 1771
- Library of Congress Control Number: n82164062
- Nationale Bibliotheek van Israël: 987007275037005171
- Nederlandse Thesaurus van Auteursnamen: 400459841
- PIC: 17419
- SNAC: w6w67p54
- Système universitaire de documentation: 20071001X
- Union List of Artist Names: 500097866
- Virtual International Authority File: 1367201
- WorldCat: E39PBJdWM4KKBhm88qWtVcBQMP